# Cratere Katsiveli
Katsiveli è un cratere sulla superficie di Gaspra.